# Jana Schadrack
Jana Schadrack (* 27. Dezember 1981) ist eine ehemalige deutsche Fußballspielerin.
Die Stürmerin begann ihre Karriere bei der SG Aufbau Eisenhüttenstadt. 1997 wechselte sie zum SSV Turbine Potsdam (heute 1. FFC Turbine Potsdam). Mit Potsdam wurde sie einmal deutsche Meisterin, je zweimal Pokal- und Hallenpokalsiegerin und einmal UEFA-Women’s-Cup-Siegerin. Nach zwei Kreuzbandrissen musste sie 2005 ihre Karriere beenden.
Ihr einziges Länderspiel für die deutsche Nationalmannschaft absolvierte sie am 19. Mai 2002 gegen England. Ferner spielte sie sechsmal für die U-21, sechsmal für die U-18 und 16 Mal für die U-16.

## Erfolge
- UEFA-Women's-Cup-Siegerin 2005
- Deutsche Meisterin 2004
- DFB-Pokalsiegerin 2004, 2005
- DFB-Hallenpokalsiegerin 2004, 2005